# Zero Halliburton

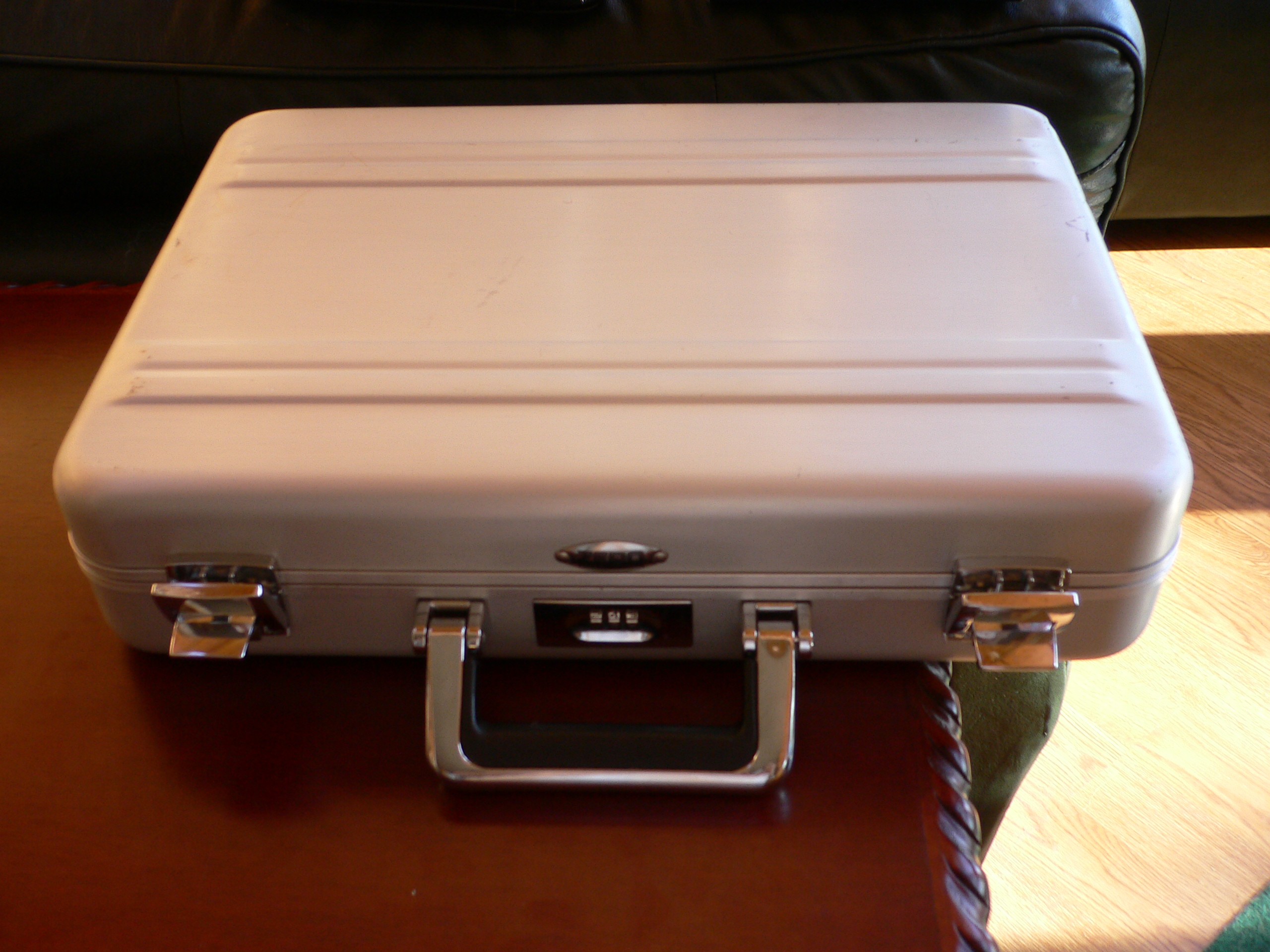
Кейс Zero Halliburton.

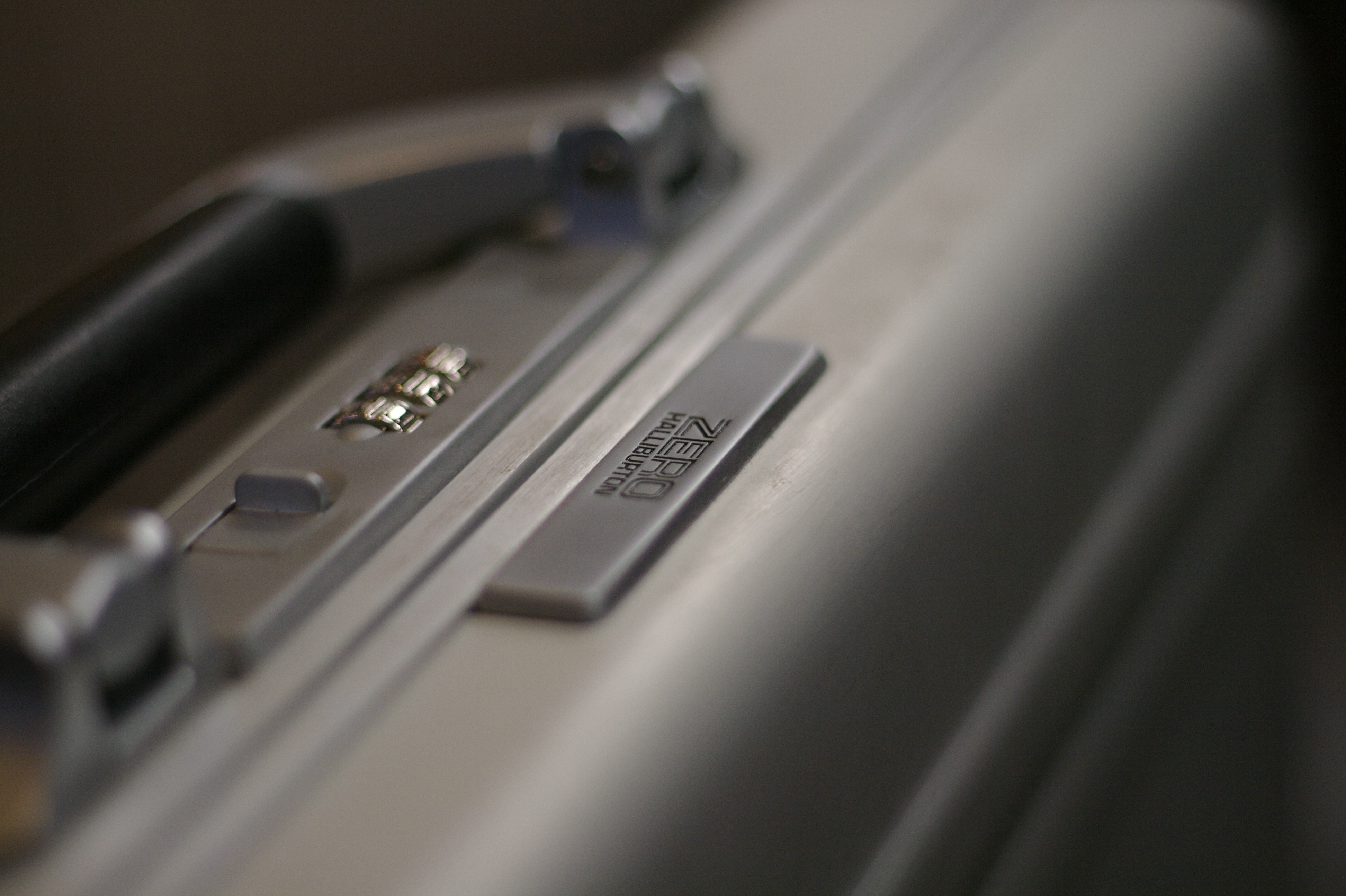
Зачинений кейс.

Zero Halliburton (яп. ゼロハリバートン) — японська компанія з виробництва зносостійких дорожніх та ділових кейсів, які переважно виготовляються з алюмінію. Спочатку вона була компанією з виробництва металовиробів і називалася Zierold Company, а в 1946 році перейменувалася в Zero Corporation. У 1952 році компанія купила підрозділ компанії Halliburton, що займався виробництвом дорожніх сумок і валіз. 29 вересня 2006 Zero Corporation продала цей підрозділ компанії ACE Co. Ltd., японському виробнику дорожніх валіз. На сьогодні Zero Halliburton є дочірньою компанією ACE Co. Ltd. з Осаки і Токіо.
Ерл Галлібертон, засновник компанії, в 1938 році доручив інженерам зробити йому валізу з алюмінію, тому що багажні сумки з інших матеріалів не можуть витримувати тривалі подорожі в поганих умовах. На додаток до цього, через свою жорсткість корпус з алюмінію більш довговічний, ніж шкіра або тканина, і алюмінієвий кейс захищає багаж від попадання в нього пилу або води.

## Цікаві факти
- Алюмінієві кейси були показані в понад 200 голлівудських картинах і телешоу.[2] Крім алюмінієвих, Zero Halliburton також випускає кейси з полікарбонату і тексаліума (покрите алюмінієм скловолокно).[3][4]
- Знаменита ядерна валіза (портфель, який використовується президентом США на випадок ядерної атаки) є видозміненим кейсом Zero Halliburton.